# Jean Roussel-Despierres
Pour les articles homonymes, voir Roussel-Despierres, Roussel et Despierres.
Jean Roussel-Despierres, Jean, Charles, François, dit Charles Roussel, né le 14 octobre 1832 à Segonzac (département de la Charente) et mort le 1er mars 1914 à Paris 17e, est une personnalité française de la Troisième République, à la fois haut magistrat et homme de lettres.
Après des études au lycée de Cahors, il épousa Marie-Françoise Guilhou, fille du notaire de Saint-Vincent-Rives-d'Olt (Lot). Il fut juge de paix à Milianah puis juge d'instruction à Oran, en Algérie, avocat général à Lyon, préfet de Constantine (1879), préfet de l'Yonne, Préfet de la Dordogne, conseiller d'État. Il est ensuite nommé Secrétaire général de la grande chancellerie de la Légion d'honneur. 
Il a écrit de nombreux ouvrages dont :  Souvenirs d'un ancien magistrat en Algérie et a collaboré à de nombreuses revues littéraires, politiques, juridiques  et sociologiques.
Il est le père de François Roussel-Despierres.

## Œuvres
- 1882 : Répertoire du droit administratif. Traité de la commune, par Léon Béquet, avec son concours.
- 1891 : L'Algérie devant le Sénat...
- 1897 : Souvenirs d'un ancien magistrat en Algérie
- 1903 : Aux amis du très regretté Armand Du Mesnil, sa famille offre en souvenir les discours prononcés à ses obsèques, le... 6 avril 1903, par MM. Louis Liard,  Charles Roussel,  Michel Bréal,,  Ernest Lavisse, etc.
- 1899 : La Candidature officielle sous la Restauration
- 1901 : Une élection en 1848 et le Gouvernement provisoire
- 1884 : La Justice en Algérie. Les tribunaux indigènes
- 1905 : Un livre de main de bourgeois au XVIe siècle (Les Pouget, bourgeois de Cahors Bibliothèque de Cahors)
- 1901 : Un monastère d'ermites avant la Révolution,  (Le Pech d'Angély, près de Cahors)
- 1903 : Une question algérienne en souffrance